# 近郊
近郊（きんこう）、または都市近郊（としきんこう）とは、都市および都市生活者の居住地域周辺。

## 概要
あくまで学術用語として使用されている。日本では近年「里山」と呼ばれる森林、農地等として良好な集落景観や環境を維持していたが、経済成長を契機に住宅地等として蚕食的に開発された経緯を持つ地域も少なくない。